# نيكي بيست
نيكي بيست (بالإنجليزية: Nicky Bissett)‏ هو لاعب كرة قدم بريطاني في مركز قلب الدفاع، ولد في 5 أبريل 1964 في فولهام في المملكة المتحدة. لعب مع نادي بارنت.